# Attila the Stockbroker

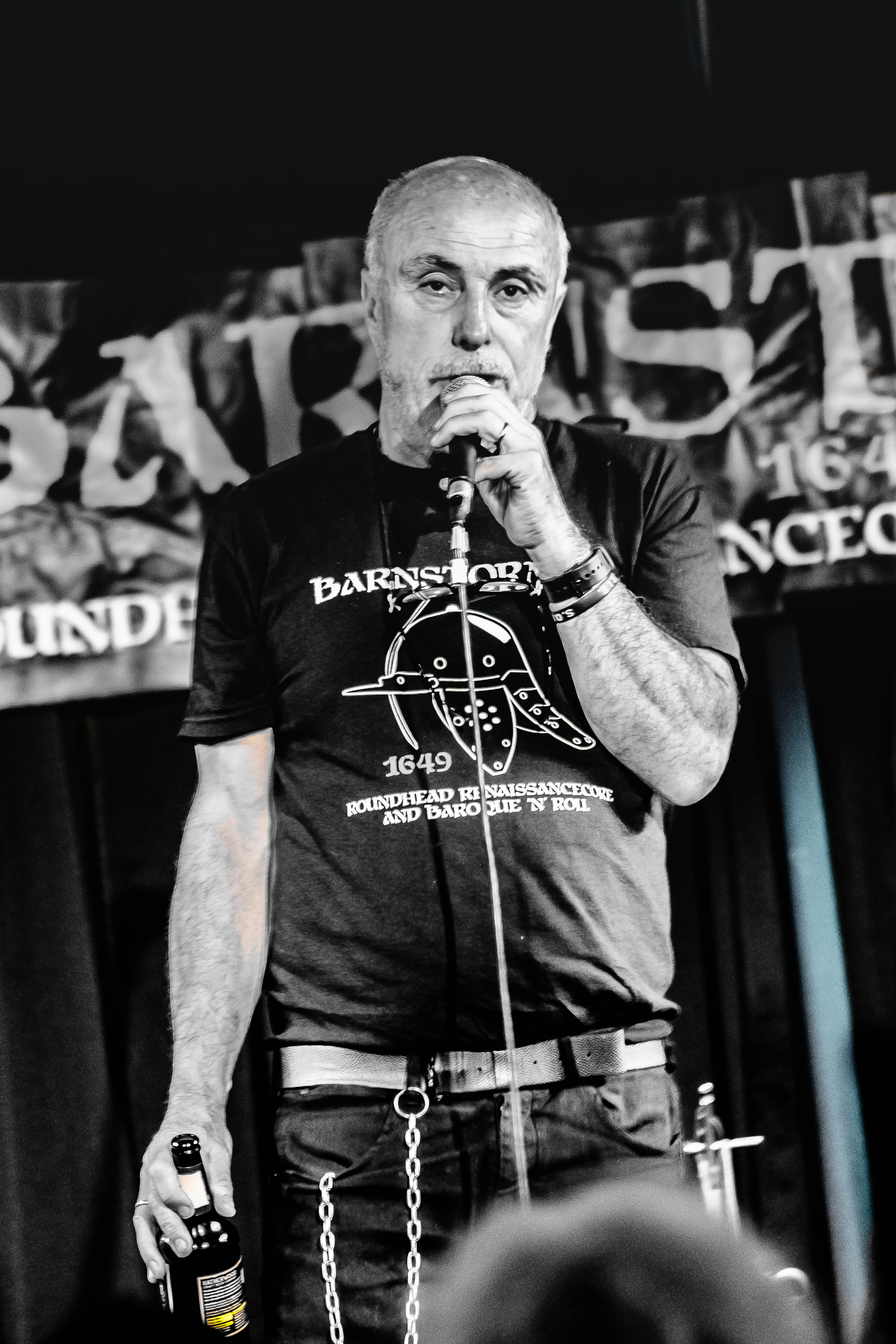
Attila the Stockbroker, 2018

Attila the Stockbroker (eigentlich John Baine; * 21. Oktober 1957 in Southwick in West Sussex) ist ein britischer Liedertexter, Musiker und Dichter.

## Geschichte
Inspiriert vom Geist des »Do-It-Yourself«-Ethos des Punkrock und von The Clash mit ihrem radikalen politischen Standpunkt, begann John Baine mit seinen Auftritten 1980.
1994 gründete Attila die Band »Barnstormer«. Prominentes Gründungsmitglied war Ray Burns, alias Captain Sensible von The Damned. Er stieg aber kurze Zeit später wieder aus, um seine Solokarriere zu verfolgen. Barnstormer veröffentlichten 1996 ihr Debütalbum »The Siege of Shoreham«; ihr zweites Album »Just One Life« kam im Oktober 2000 heraus und das letzte Album »Zero Tolerance« im März 2004. Sie touren durch ganz Europa. Attila ist auch seit dem Jahr 2000 der offizielle Dichter (»Poet in Residence«) des Fußballclubs Brighton & Hove Albion. Außerdem brachte er Gedichtbände heraus. Im Jahr 2000 trat er in dem deutschen Film »Doppelpack« von Matthias Lehmann auf. 2015 veröffentlichte Baine bei Cherry Red Books seine Autobiographie Arguments Yard: Thirty Five Years of Ranting Verse and Thrash Mandola. Seine Karriere ist Thema des 2017 veröffentlichten Dokumentationsfilms 35 Years A Punk Poet des britischen Filmemachers Farouq Suleiman.

## Mitglieder derBarnstormer
- Attila the Stockbroker (Gesang, Mandoline, Banjo, Gitarre, Geige, Krummhorn, Altflöte, Blockflöte)
- Dan Woods (Gitarre)
- M. M. McGhee (Schlagzeug)
- Dave (Bass)

## Diskographie

### Soloproduktionen
- 1981: Phasing Out Capitalism (No Wonder)
- 1982: Rough, Raw and Ranting (EP, gemeinsam Seething Wells)
- 1982: Cocktails (EP)
- 1983: Rantin, Libyan Students from Hell! (LP)
- 1988: Scornflakes (LP/Kassette)
- 1990: Live at the Rivoli (LP/Kassette)
- 1991: Donkey's Years (CD/LP/Kassette)
- 1991: 1991 Cheryl - a Rock Opera (CD, gemeinsam mit John Otway)
- 1992: This Is Free Europe (CD/LP)
- 1993: 668-Neighbour of the Beast (CD/Kassette)
- 1993: Live auf St.Pauli (CD)
- 1993: Attila the Stockbroker's Greatest Hits (Kassette)
- 1999: Poems Ancient & Modern (CD)
- 1999: The Pen & The Sword (CD)
- 2003: Live in Belfast (CD)
- 2005: Tom Hark (EP, gemeinsam mit Seagulls Ska)
- 2007: Live in Norway (CD)

### AlsBarnstormer
- 1995: Barnstormer (Roundhead Records)
- 1995: Sarajevo (EP)
- 1996: The Siege of Shoreham (CD/Kassette)
- 1998: Live in Hamburg (Kassette)
- 1999: The Siege of Shoreham (CD/LP)
- 2000: Just One Life (CD)
- 2004: Zero Tolerance (CD)
- 2004: Zero Tolerance (LP auf East Side Records)
- 2004: Baghdad Ska (gemeinsam mit Bomb Factory)